# (5085) Hippocrene
(5085) Hippocrene (1977 NN) – planetoida z pasa głównego asteroid okrążająca Słońce w ciągu 3,39 lat w średniej odległości 2,26 j.a. Odkryta 14 lipca 1977 roku.